# Мпенза, Эмиль
Эка Басунга Локонда «Эмиль» Мпенза (фр. и нидерл. Eka Basunga Lokonda «Émile» Mpenza; 4 июля 1978, Брюссель, Бельгия) — бельгийский футболист, нападающий. Выступал в сборной Бельгии. Родился в семье выходцев из ДР Конго, но получил бельгийское гражданство и стал одним из лучших бельгийских футболистов начала 2000-х.

## Карьера

### Клубная
Мпенза начинал карьеру в «Кортрейке», где уже играл его старший брат Мбо. Затем они перешли в «Мускрон», где вместе отыграли один сезон, и в льежский «Стандард», где вместе отыграли два сезона. Только в 2000 году их пути разошлись, когда Эмиль отправился в немецкий «Шальке 04», а Мбо — в лиссабонский «Спортинг».
Через три года Мпенза вернулся в «Стандард», но в 2004 году за 2,5 миллиона евро перешёл в «Гамбург». В январе 2006 года его новым клубом стал катарский «Эр-Райян».
14 февраля 2007 года Мпенза перешёл в «Манчестер Сити». Дебют состоялся в матче против «Уигана», а 17 марта в матче против «Мидлсбро» он забил первый гол за «Сити».
2 сентября 2008 года бельгиец, тогда свободный агент, подписал 1-летний контракт с английским клубом «Плимут Аргайл». 13 сентября 2008 года он дебютировал за клуб в матче против «Норвич Сити». Первый гол за «Плимут Аргайл» Мпенза забил 8 ноября 2008 года в матче против «Чарльтон Атлетик».
В 2009 году Мпенза подписал контракт сроком на один год со швейцарским «Сьоном».
4 августа 2010 года Мпенза подписал контракт с азербайджанским клубом «Нефтчи». Он покинул клуб в январе 2012 года.

### В сборной
Мпенза дебютировал за сборную Бельгии в феврале 1997 года в матче против сборной Северной Ирландии. В составе сборной играл на чемпионате мира 1998 года и чемпионате Европы 2000 года, где забил победный гол в первом матче сборной Бельгии против сборной Швеции.
Пропустил чемпионат мира 2002 года из-за травмы.

## Достижения

### Командные
«Шальке 04»
- Обладатель Кубка Германии (2): 2000/01, 2001/02

«Гамбург»
- Обладатель Кубка Интертото: 2005

«Нефтчи»
- Чемпион Азербайджана (2): 2010/11, 2011/12

### Личные
- Лучший темнокожий футболист чемпионата Бельгии («Belgian Ebony Shoe»): 1997
- Лучший молодой футболист Бельгии: 1997
- Лучший молодой футболист Бельгии в зарубежном чемпионате: 2000